# Острво Норфок на Светском првенству у атлетици на отвореном 1997.
Острво Норфок је други пут учествовало на Светском првенству у атлетици на отвореном 1997. одржаном у Атини од 1. до 10. августа. Репрезентацију Острва Норфок је представљао један такмичар, који се такмичио у бацању кладива.
Такмичар Острва Норфок није освојио ниједну медаљу нити је остварио неки резултат.

## Учесници
Мушкарци:
- Брент Џоунс — Бацање кладива

## Резултати

### Мушкарци
| Атлетичар   | Дисциплина     | Лични рекорд | Квалификација | Квалификација | Финале               | Финале       | Детаљи |
| Атлетичар   | Дисциплина     | Лични рекорд | Резултат      | Место         | Резултат             | Место        | Детаљи |
| ----------- | -------------- | ------------ | ------------- | ------------- | -------------------- | ------------ | ------ |
| Брент Џоунс | Бацање кладива |              | 53,04         | 21. у гр. А   | Није се квалификовао | 40 / 41 (43) |        |